# Chloroquine
Ne doit pas être confondu avec Hydroxychloroquine.
Pour la bande dessinée, voir Chloro King.
La chloroquine (ou chloroquinine) est un antipaludique de la famille des 4-aminoquinoléines qui a été largement commercialisée sous forme de sels (sulfate ou phosphate). Avec la quinine, dont elle est un substitut synthétique, et l’hydroxychloroquine, une molécule qui lui est proche, elle est le traitement qui a été le plus employé contre le paludisme, en préventif comme en curatif. Elle est aussi très utilisée contre des maladies auto-immunes telles que le lupus et des maladies rhumatoïdes telles que la polyarthrite rhumatoïde. Elle montre in vitro des effets antiviraux, mais qu’on n’arrive pas ou mal à reproduire in vivo.
Ses effets secondaires sont le plus souvent légers et transitoires mais ils peuvent être graves ; et la dose thérapeutique est proche du seuil de toxicité. Le surdosage induit notamment des troubles cardiovasculaires graves et potentiellement mortels, ce qui explique que l'auto-traitement qui existait autrefois n'est plus recommandé. Dans le monde, elle est de moins en moins utilisée au profit de l'hydroxychloroquine qui est deux à trois fois moins toxique et mieux tolérée à dose élevée,.

## Histoire
Au XVIIe siècle au Pérou (Amérique du Sud), les colons européens observent que les indigènes extraient un médicament de l'écorce d'un arbre dénommé Cinchona (Cinchona officinalis). Ils l'utilisent contre les frissons et la fièvre. En 1633, cette phytothérapie est introduite en Europe. Elle y a le même usage, et commence à être utilisée dans les cas de fièvre paludique.
La quinine, antipaludique, en est isolée en 1820.
L'allemand Bayer (IG Farben) crée une série de substituts à la quinine contre le paludisme, testés sur plusieurs décennies. En 1926, la plasmoquine (pamaquine, 8-aminoquinoléine) est la première sélectionnée (utilisée jusque dans les années 1980, en association avec la rhodoquine (1930) de Fourneau). En 1932, l'Atabrine (9-aminoacridine) qui semble aussi efficace que la quinine mais jaunît la peau des patients.
En 1934, Hans Andersag d'IG Farben trouve un effet antimalarique à la résochine (diphosphate de chloroquine), mais la molécule est jugée trop toxique par Bayer, qui en transmet toutefois les droits à sa filiale américaine Winthrop-Stearns à la fin des années 1930. En 1936, Hans Andersag crée un dérivé de la résochine, moins toxique, la sontochine (3-méthylchloroquine, appartenant à une nouvelle classe d'antipaludiques, les 4-aminoquinoléines). Les Alliés évaluent les propriétés de milliers de substances, dont la résochine (sous le numéro de code SN-183) qu'ils jugent également trop toxique. En novembre 1939, Hans Andersag dépose des brevets sur plusieurs aminoquinoléines dont la résochine et la sontochine.
En 1940, Justus B. Rice, vice-président de la recherche médicale à la Winthrop Chemical Company, fait parvenir des échantillons de résochine à Lowell Coggeshall de l'Institut Rockefeller. En mars 1941, Bayer accorde à la Winthrop Chemical Company les droits sur la résochine — brevet immatriculé aux États-Unis sous le no 2 233 970 — et la sontochine. Winthrop transmet les résultats au comité officiel en décembre 1942, mais Wintroph n'a apparemment jamais produit la résochine avant d'en être requis en novembre 1943. La découverte d'échantillons et de données venant de Tunisie va « ressusciter » la substance.

En effet, en 1942 à Tunis — alors sous domination allemande —, le Dr Philippe Decourt, des laboratoires Rhône Poulenc-Specia ayant passé un accord sur le sontochine avec IG Farben en juillet 1941, conduit des essais cliniques sur le sontochine de Bayer.
Grâce à la disponibilité de ce stock, le Dr Jean Schneider, qui avait commencé des essais sur cette molécule à Paris et qui a du fuir la capitale notamment (Il était le cousin par sa mère d'Hélène Berr) parce qu'il avait soigné clandestinement des pilotes anglo-saxons et qu'il était menacé par une dénonciation, a pu conduire, d'août à décembre 1942, des essais cliniques dans la région de Ghardimaou ainsi qu'à l'hôpital Ernest Conseil de Tunis. Après l'entrée à Tunis de la 1re Armée britannique le 7 mai 1943, le Dr Schneider propose aux Alliés de leur communiquer le résultat de ses études et un stock de comprimé. Le 23 mai 1943,  le Dr Schneider est transporté à Alger emportant cinq mille comprimés de sontochine également dénommé santoquine. Par une lettre du 30 et 31 mai 1943, les autorités sanitaires de l'armée des Etats-Unis reconnaissent avoir reçu du Dr Schneider un stock de comprimés de santoquine, le résultat de ses études sur cette molécule et reconnaissent à Specia Rhône-Poulenc la propriété scientifique de la Santoquine après la guerre.
Au printemps 1944, la sontochine fait l'objet de tests cliniques tandis que l'administration américaine demande à Winthrop de fournir toutes les données qu'elle pourrait posséder sur les substances apparentées à la sontochine, qui reçoit alors le numéro de code SN-6911 (précédemment : SN-183). Réévalué sous le numéro de code SN-7618 en juillet 1944, elle reçoit le nom de chloroquine en février 1946. Les Australiens conduisirent des études à Cairns sous la direction de N. Hamilton Fairley.
Cette molécule ne fut pas disponible pour les armées avant la fin de la guerre. Elle entre dans la pratique clinique en 1947 comme antipaludéen,.
En France, elle est mise sur le marché en 1949 sous le nom commercial de Nivaquine ; aux États-Unis, elle reçoit la même année son autorisation de mise sur le marché (le 31 octobre 1949), commercialisée par Winthrop sous le nom d'« Aralen ».
Dans les années 1950 au Brésil, Mario Pinotti promeut l'usage prophylactique de la chloroquine en l'adjoignant au sel de table. Cette « méthode Pinotti », utilisant de la chloroquine ou de la pyriméthamine, qui sera utilisée en Amérique du Sud ainsi qu'en Afrique ou en Asie, sera une des causes de l'apparition de résistance des plasmodiums à la chloroquine.

## Usages
- Après 1945, la chloroquine et le DDT devinrent les deux principaux moyens de tentative d'éradication du paludisme puis de lutte contre le paludisme[23]. Contre les infections par les espèces plasmodiales dites « mineures » (Plasmodium vivax, Plasmodium ovale, Plasmodium malariae) et dans les rares cas d'accès simple à Plasmodium falciparum chloroquino-sensible, elle est utilisée en première intention à la dose de 10 mg kg−1 les deux premiers jours, puis 5 mg kg−1 j−1 le troisième et dernier jour. Depuis les années 1970, la Nivaquine est encouragée en utilisation quotidienne préventive chez les coopérants et militaires français partant dans des régions où existe le paludisme[24],[25],[26],[27]. Ce traitement est aussi préconisé aux voyageurs[28]. Selon les prescriptions, le traitement se termine 4 semaines après le retour[29]. Par la suite, il tend à être remplacé par des anti-paludéens plus puissants.
- La chloroquine ou certains de ses sels ont été utilisés (avec une efficacité limitée) contre les crampes nocturnes, par exemple sous forme de sulfate de quinine ou de phosphonate de chloroquine[30]. La FDA aux États-Unis a émis des restrictions pour cet usage en 2007[31]. Et en France, l'HAS a émis, en 2011, un avis défavorable pour cet usage[32].
- Les biochimistes utilisent la chloroquine pour — in vitro — inhiber la dégradation lysosomale de produits protéiques[33].

## Toxicité, effets adverses et secondaires
Longtemps ce médicament n'a pas été mis sur le marché car jugé trop toxique par l'industrie pharmaceutique. Sa toxicité aiguë et chronique est citée par des études médicales dès les années 1940. Ses effets nocifs, multi-organe si ce n'est systémiques, ainsi que ceux de ses dérivés et spécialités commerciales ont été peu à peu précisés, dès les années 1950. Ils concernent notamment les usages autres qu'antipaludéens, souvent chroniques, et où les doses sont plus élevées (ex. : comme anti-inflammatoire, antiviral ou pour traiter le lupus érythémateux). Ces traitements induisent un cumul de doses dépassant celui des thérapies antipaludiques.
Le seuil de toxicité de la chloroquine est de 20 mg/kg et la dose mortelle de 30 mg/kg (pour une dose efficace à 10 mg/kg). L'élimination par l'organisme est lente (10 % en 48H, 30 % en 7 jours, 50 % en 20 à 60 jours).
Les effets toxiques incluent des réactions neuromusculaires, auditives, gastro-intestinales, cérébrales, cutanées, oculaires, sanguines et cardiovasculaires. Leurs mécanismes sont encore mal compris ; ils pourraient notamment être induits par des métabolites oxydants, induisant des espèces réactives de l'oxygène. Dans le modèle animal, l'hydroxychloroquine (HCQ) est deux à trois fois moins toxique que sa molécule-mère (la chloroquine) tout en ayant des propriétés pharmacologiques proches,,. C'est aussi un des métabolites de la chloroquine.

### Effets toxicologiques
| Effets toxicologiques                | Descriptions des effets de la chloroquine (ou de ses dérivés) |
| ------------------------------------ | --- |
| Mort par empoisonnement              | Tous les antipaludiques sont toxiques, mais la quinine et la chloroquinine sont la première cause (et la plus grave) d'empoisonnement parmi eux ; - une seule surdose importante peut être mortelle ; Elle est souvent utilisée pour des suicides, en particulier en Afrique et en France ; - en 1982, en réanimation, 75 % des empoisonnés par ce quasi-alcaloïde en mourraient ; et, malgré les progrès faits en réanimation, plus de 10 % des empoisonnés en mouraient encore en 2005, ; - dans une étude écossaise, 64 % des surdoses provenaient de confusion de prescriptions au sein de la famille, et dans 36 % des cas le patient avait dépassé la dose prescrite. - Remarques : la chloroquine est proportionnellement bien plus toxique pour l'humain (2 à 4 g sont généralement mortels pour un adulte, 10 g étant considéré comme toujours mortels) que pour le rat de laboratoire. Elle a aussi été utilisée comme abortif illégal, et pour couper l'héroïne utilisée comme drogue. |
| Cardiotoxicité                       | Les effets cardiovasculaires sont relativement « fréquents et potentiellement graves » ; - ils sont triples : la chloroquine est stabilisatrice de membrane, inotrope négative directe et vasodilatatrice artérielle directe, ce qui se traduit par des troubles du rythme cardiaque, des troubles de la conduction cardiaque, des myocardiopathies, voire un choc vasoplégique,, une hypotension, avec perturbations électrocardiographiques, ; - Les troubles de la conduction sont le bloc de branche et/ou le bloc auriculo-ventriculaire induisant des syncopes et pouvant parfois nécessiter la pose d'une pacemaker ou une cardiomyopathie (souvent avec hypertrophie, physiologie restrictive et insuffisance cardiaque congestive parfois irréversibles ; deux cas signalés ont nécessité une transplantation cardiaque. - En microscopie électronique, les biopsies cardiaques montrent des corps d'inclusion cytoplasmiques pathognomoniques. |
| Neurotoxicité                        | La chloroquine peut affecter le système cérébrospinal ; - des maux de tête sont courants, mais légers et transitoires. - des épisodes psychotiques aigus,, parfois spectaculaires, par exemple en 2001 chez un patient ayant suivi un traitement anti paludéen prophylactique ; - des convulsions de type Crise d'épilepsie ou syndrome de mouvements involontaires surviennent, a priori uniquement en cas de surdosage ; - la neuromyopathie est un effet rare mais grave. Elle résulte d'années d'accumulation de la molécule mais elle peut apparaître aux doses strictement prophylactiques (ex. : 100 mg/24 heures) et disparaitre après l'arrêt du traitement,. |
| Néphrotoxicité                       | La chloroquine affecte la morphologie et la fonction des cellules du rein, directement et indirectement via des lésions cardiaques histopathologiques et ultrastructurales, en ralentissant le débit de filtration glomérulaire. - chez le rat, en administration chronique, elle peut induire (même à court terme) des nécroses cellulaires (plus que l'hydroxychloroquine : 70 % des rats traités à la chloroquine développent une fibrose tissulaire intersticielle, contre seulement 20 % du groupe traité à l’hydroxychloroquine) ; - l'inhibition du métabolisme microsomal dans les cellules rénales fait que la chloroquine s’accumule dans ces tissus et que son absorption dans les lysosomes du cytoplasme est potentialisée ; - la chloroquine s’accumule aussi dans les glandes surrénales, dégradant la fonction rénale en perturbant les schémas sécrétoires de l'aldostérone. - Le dépôt de chloroquine dans les cellules épithéliales du rein pourrait aussi interférer avec les échanges ioniques. |
| Hépatotoxicité                       | Le foie accumule la chloroquine ; - dans les cellules de Kupffer cette molécule endommage les lysosomes. Ces derniers deviennent anormalement nombreux et gros ; et sont surchargés par du matériel non-digestible. - Selon Zhao et al. en 2005, la membranes des lysosomes semblent aussi se fragiliser. |
| Toxicité oculaire rétinopathie…      | La chloroquine, tout comme l'hydroxychloroquine, se lie dans l'œil à la mélanine dans l'épithélium pigmentaire rétinien (EPR) qu'elles pénètrent facilement. - Les cônes maculaires sont endommagés à l'extérieur de la fovéa ; - Des dépôts cornéens (aussi dits kératopathies vortex ou verticillates cornéennes) peuvent apparaître. ils sont peu à peu réversibles après l'arrêt de la prise du médicament[réf. souhaitée],. Ces dépôts sont sources de halos et de reflets qui parasitent la vision. En outre, une partie du cristallin s'opacifie, et le corps ciliaire fonctionne mal ; des anomalies de pigmentation maculaire apparaissent ; des spicules osseux périphériques peuvent se former, avec une mauvaise vascularisation. En phase finale, le disque optique devient anormalement pâle. D'abord la vision nocturne est dégradée, le champ visuel se dégrade puis le sujet peut perdre la vue. La cause est que l'activité des lysosomes EPR est dégradée par la chloroquine qui inhibe la phagocytose des segments externes des photorécepteurs éliminés. Il en résulte une perte irréversible de photorécepteurs et une atrophie des EPR, ; - certaines cellules de l’œil concentrent cette molécule ; y compris dans l'œil fœtal, in utero (pour l'embryon dont la mère est traitée par de la chloroquine), ; - les symptômes sont d'abord réversibles, mais ils conduisent à la cécité en cas d’utilisation chronique (durant au moins 4 ans) ou après des doses élevées si le traitement n'est pas stoppé ou adapté. Le dépistage de cette atteinte doit être fait de manière annuelle après cinq ans d'utilisation, au moins par l'étude du champ visuel. Tout traitement prolongé devrait impliquer un dépistage au départ, puis tous les cinq ans. le dépistage doit concerner les changements de vision (vision floue, difficulté à concentrer le regard ou vision partielle d'un objet). |
| Toxicité sanguine                    | Elle explique en partie la toxicité générale du médicament ; - elle augmente cycliquement, après la prise du médicament, quand sa concentration est momentanément la plus élevée dans le sang, avant sa distribution dans l'organisme - elle se traduit notamment par une pancytopénie, une anémie aplasique, une agranulocytose (réversible), une baisse du taux de plaquettes sanguines et une neutropénie. L'accumulation physiologique de sérotonine par les plaquettes est par ailleurs altérée par la chloroquine [Lagarde et al. Experientia 1975, 31, 233-234.] |
| Toxicité cellulaire                  | La chloroquine se répartit dans tout le corps mais cible certaines cellules (de l'œil) ou est concentrée par le foie ou le rein chargés de détoxiquer l'organisme. - Bercovici en 1982 a montré que dans la cellule, la chloroquine accroit l'accumulation de facteur de croissance épidermique (FCE), tout en inhibant leur activité mitogène, pouvant ainsi induire une fibrose intersticielle - puis Izunya et al. en 2011 ont montré qu’elle peut induire une vacuolisation du cytoplasme, une hypertrophie du noyau cellulaire et parfois la mort cellulaire. |
| Allergies (et autres effets cutanés) | La quinine (même à faible dose, telle utilisée pour son goût amer dans les eaux dites toniques) générait parfois des allergies. - Démangeaisons, photosensibilisation avec changements de couleur de la peau (pigmentation ardoisée) et éruptions cutanées ; - perte de cheveux (très courantes chez les noirs africains (70 %) moins fréquentes avec les autres type de peau ; - Le risque d'allergie et leur intensité augmentent avec la charge parasitaire et/ou avec l’âge, aboutissant parfois à une non-observance du traitement ; et il croît en période de fièvre paludéenne ; - une base génétique est liée au fait que la chloroquine se lie aux récepteurs opiacés de manière centrale ou périphérique. - Des achromotrichies ont été signalées à la suite d'un traitement à la chloroquine. |
| Troubles digestifs                   | Tout le système digestif peut être affecté avec : Nausées, vomissements, diarrhées, crampes abdominales. - un goût métallique désagréable peut persister dans la bouche ; - des troubles alimentaires peuvent en découler (jusqu'à l'anorexie parfois) |
| Durant la Grossesse                  | Selon l’OMS, en Afrique au début des années 2000 plus de 30 millions de femmes sont enceinte par an en zone d’endémie du paludisme en Afrique, et jusqu’à 10 000 mourront des effets d’un paludisme survenu lors de la grossesse, ainsi que 200 000 nouveau-nés (la grossesse exacerbe les effets du paludisme et en termes de bénéfices/risques, la chloroquine et le proguanil étaient dans les années 1990 considérées comme « sans risque ») mais d'autres médicaments semblent plus sûrs et efficaces : ainsi une étude de deux ans (2006-2008) a conclu que chez la femme enceinte, la chloroquine (CQ) est moins efficace et plus à risque pour la mère et le bébé que l'association sulfadoxine–pyriméthamine. Sur 519 femmes enceintes vivant en zone où le paludisme est endémique, répartie en deux groupes sociodémographiquement comparables (285 recevant de la Chloroquine et 256 de la sulfadoxine–pyriméthamine), le groupe traité par chloroquine a montré une fréquence plus élevée de parasitémies périphérique, de crises paludiques graves, d'anémie, d’infestation placentaire, de nouveau-nés à faible poids à la naissance et de morts in utero,. Selon le Centre de référence sur les agents tératogènes les données concernant la choroquine et l'hydroxichloroquine sont rassurantes. L'O.M.S dans sa fiche modèle d’information sur le traitement du paludisme par la chloroquine remarque que rien ne donne à penser que la chloroquine soit nocive pendant la grossesse, aux doses prophylactiques. Etant donné la sensibilité de la femme enceinte au paludisme à falciparum, ce médicament doit être utilisé à titre curatif ou préventif aux doses recommandées chaque fois que le paludisme est essentiellement du type chloroquino-sensible. |
| Reprotoxicité                        | En 2006, bien que ce médicament soit utilisé depuis des décennies par des millions de gens, aucune données n'étaient publiées sur les effets de l'hydroxychloroquine sur la fertilité masculine ; - On sait pourtant depuis les années 1980 que chez le rat, la chloroquine passe dans le sperme (par diffusion passive à partir du plasma),. - En 2008, Ekaluo et al. ont montré qu'une exposition chronique du rat aux doses thérapeutiques recommandées se traduit par une réduction significative du poids des testicules et des épididymes, et par une délétion de la spermatogenèse. La toxicité pour l'épididyme pourrait résulter d'un effet délétère du médicament sur le testicule. Au microscope les spermatozoïdes de rat, raréfiés, mais semblant encore normaux ont fait conclure que le médicament n'aurait pas d'effets graves pour la fertilité masculine, aux doses antipaludiques. - Chez le rat Wistar, la chloroquine avait cependant en 1987 réduit la taille de la portée, et augmenté le nombre de mort-nés et des anomalies congénitales, et ce, aux doses équivalentes à celles de la chloroquine utilisée comme anti-inflammatoire (mais pas aux doses thérapeutiques recommandées contre le paludisme). - Remarques : l'artémisine a aussi de tels effets, réversibles ; une étude a montré (en 2012) que la curcumine atténue la reprotoxicité de la chloroquine, sans préciser si elle atténue ou non son efficacité pharmacologique. |
| Dégradation de l'immunité adaptative | La chloroquine diminue l'efficacité de certains vaccins. Ceci fait évoquer un possible effet — plus général — de déplétion de la réponse immunitaire ; - l'efficacité du vaccin intradermique contre la rage (en prophylaxie, comme en pré-exposition) diminue lors d'un traitement par chloroquine ; - d'autres vaccins sont affectés, mais pas tous (le vaccin YF-VAXMD contre le virus de la fièvre jaune par exemple ne l'est pas, selon une étude de 1986 et un avis d'un comité d'experts en vaccination. |
| Ototoxicité                          | Le risque de troubles de l'audition augmente sous chloroquine ; allant d'acouphènes à la surdité. |

### Remarques d'intérêt toxicologique
- On considère généralement que les risques induits par la chloroquine et plus encore par l'hydroxychloroquine sont acceptables et faibles si la dose thérapeutique recommandée est respectée[91],[92] ; les accidents sont souvent dus à un surdosage accidentel ou volontaire (suicide). Chez l'adulte, 1 à 1,5 g (20 mg/kg) suffisent à induire une toxicité et 5 g sont potentiellement mortels[93]. Pour l'hydroxychloroquine, moins toxique, Shishtawy et al. en 2014 recommandaient de ne pas dépasser « 6,5 mg/kg de poids corporel (soit 200–400 mg/j) »[41]. Et Vaziri notait vingt ans plus tôt (en 1994) que des formulations à microencapsulation, à « libération contrôlée et au goût masqué » réduiraient ou vireraient beaucoup de ces effets toxiques[94].
- L'hydroxychloroquine (HCQ) en tant que médicament ou métabolite de la chloroquine a une demi-vie assez longue dans l'organisme humain (environ un mois) et il lui faut six mois environ pour être entièrement éliminée du corps, faisant que certains effets secondaires perdurent plusieurs semaines ou mois après l'arrêt du traitement[42].
- La chloroquine (ou l'HCQ) n'est pas arrêtée par la barrière placentaire[42].
- La chloroquine et nombre de ses dérivés peuvent interférer négativement avec d'autres médicaments, vaccins ou avec la prise de certaines drogues ; ce sujet est abordé plus bas.

## Écotoxicologie
Ce médicament et ses métabolites sont retrouvés dans les fèces et les urines, et donc dans les égouts et stations d'épuration.

## Résistances au médicament; associations avec d'autres antipaludéens
Dès 1960 apparaissent, en Amérique du Sud et en Asie du Sud-Est, de premières chloroquinorésistances. Depuis, des cartes zonales sont régulièrement mises à jour : en zone I, il n'y a pas de chloroquinorésistance ; en zone II, il y a présence de chloroquinorésistance ; et en zone III, il y a une multirésistance.
En zones II et III, de nouveaux médicaments comme la méfloquine (Lariam) et l'atovaquone-proguanil (Malarone) sont prescrits.
Mais en zones I et II, la chloroquine reste préventivement indiquée, seule dans les pays du groupe I et associée au proguanil (Paludrine) dans les pays du groupe II, à raison de 100 mg/j (adulte) ou 1,7 mg kg−1 j−1 (enfant). En usage curatif, pour les accès palustres à Plasmodium falciparum, on lui préfère l'association atovaquone-proguanil ou la quinine[réf. nécessaire].
Certains sels de quinine (sulfate, phosphate) ou dérivés sont utilisés contre le paludisme chloroquinorésistant.

## Interactions avec d'autres médicaments
La chloroquine interagit avec beaucoup d'autres médicaments, parmi lesquels :
- ampicilline (dont les niveaux peuvent être réduits par la chloroquine)[96] ;
- antiacides (ils peuvent diminuer l'absorption de la chloroquine)[96] ;
- cimétidine (elle peut inhiber le métabolisme de la chloroquine, avec comme conséquence une bioaccumulation de chloroquine dans le corps, avec le risque d'atteindre le seuil de toxicité)[96] ;
- ciclosporine (la chloroquine peut en accroître le taux)[97] ;
- kaolin et argiles (ils peuvent réduire l'absorption intestinale de la chloroquine)[96] ;
- méfloquine (accroît le risque de convulsions)[96].

## Recherches

### Essais d'utilisation comme antiviral
Depuis la fin des années 1960, la chloroquine — testée pure, sous forme de sels ou d'hydroxychloroquine — a souvent eu in vitro des effets prometteurs pour la lutte contre des maladies virales aiguës.
Mais in vivo, ces effets ne se confirment pas ou semblent modestes chez l’homme.
| Virus testé              | Résultats publiés |
| ------------------------ | --- |
| VIH/SIDA                 | Des tests, des expérimentations animales et des études cliniques ont concerné les effets de la chloroquine sur ce virus, dans les années 1990. Ils étaient non-concluants ; la chloroquine n'a pas diminué l'activation immunitaire ni l'infection par le VIH-1 ; la chloroquine s'est même montrée in vitro capable de considérablement aggraver l'infection des astrocytes et d'autres cellules non-CD4 par le VIH-1. Il n'y a eu aucune suite thérapeutique. |
| Virus grippal            | Malgré des espoirs apportés par des tests in vitro, le médicament se montre en 2007 sans effet chez le furet expérimentalement infecté par le virus de l'influenza. En 2011, il n'a pas empêché l'infection lors d'un essai clinique randomisé, en double aveugle, contrôlé par placebo ; il s'est ensuite (2013) montré efficace contre le virus H5N1 de la grippe aviaire, mais uniquement dans le modèle animal. |
| Chikungunya (alphavirus) | En 2003, des modèles précliniques évaluent la chloroquine comme médicament anti-Chikungunya ; in vitro, elle a des effets prometteurs,, mais au contraire, in vivo chez plusieurs espèces animales testée en laboratoire, elle augmente la réplication des alphavirus,. Dans un modèle primitif non-humain d'infection à CHIKV, non seulement la chloroquine a favorisé le virus, mais elle a aussi exacerbé la fièvre aiguë et retardé la réponse immunitaire cellulaire, conduisant à une clairance virale incomplète. Durant l'épidémie de chikungunya à La Réunion (2006), un essai clinique (chloroquine par voie orale) n’a pas amélioré l'évolution de la maladie aiguë et un bilan au 300e jour après la maladie a révélé des séquelles articulaires (arthralgies chroniques) plus fréquentes chez les malades traités à la chloroquine que dans le groupe-témoin.              |
| Virus de l'hépatite C    | En 2016, chez des patients en situation d'infection chronique, la chloroquine a amélioré les effets précoces d'un traitement par interféron pégylé associé à la ribavirine. Dans un essai-pilote (de petite taille), des malades ne répondant pas à d'autres traitements ont vu leur charge virale réduite par la chloroquine, mais transitoirement. Ceci n'a pas suffi à faire inscrire ce médicament dans les protocoles thérapeutiques normalisés concernant l'hépatite C. |
| Dengue                   | Au Vietnam, un essai contrôlé randomisé conclut en 2010 à une absence d'effet sur les patients infectés. |
| Virus Zika               | En 2017, sa multiplication est inhibée par la chloroquine, mais toujours in vitro. |
| Entérovirus              | En 2018, un essai sur le virus EV-A71 montre une inhibition, mais in vitro. |
| Virus Ebola              | Des essais publiés en 2015 montrent que la chloroquine est active in vitro, mais sans effet chez la souris infectée,. |
| Coronavirus              | – En 2004, en Belgique, on observe que la chloroquine freine la réplication du virus SARS-CoV (responsable du SRAS), in vitro (en culture de cellules). – En 2005, dans les universités de l'Utah et de Hong Kong, on étudie les effets de dérivés de la chloroquine, mais cette fois chez des souris infectées par le SARS-CoV. Seul un effet anti-inflammatoire est constaté ; les auteurs recommandent néanmoins d'utiliser la chloroquine combinée à des antiviraux empêchant une réplication du virus) ; – En 2009, chez la souris, la chloroquine freine le développement du coronavirus humain OC43 ; l'équipe belge fait aussi savoir que l'ajout de chloroquine au lait maternel de souris empêche la maladie de se déclarer chez le souriceau. En 2020, la chloroquine est également testée contre le virus SARS-CoV-2, responsable de la maladie Covid-19 (voir ci-dessous). |

#### Contre la Covid-19?
En 2020, la pandémie de maladie à coronavirus 2019 a relancé l’intérêt pour la chloroquine (sous forme de phosphate de chloroquine notamment), entre autres molécules, en tant qu'antiviral potentiel,,. La mesure de l'efficacité de la chloroquine contre le virus SARS-CoV-2 est cependant encore discutée,. En effet, la molécule semble efficace — in vitro — contre divers virus, dont le SARS-CoV-2 ; mais, comme le montre le tableau ci-dessus, depuis un demi-siècle et pour une dizaine de virus zoonotiques et susceptibles de devenir pandémiques testés, l'efficacité in vitro disparaît in vivo chez l'animal ou l'Homme.
Fin janvier 2020, à la suite d'un essai clinique multicentrique (une centaine de malades répartis dans une dizaine d'hôpitaux chinois) portant sur la chloroquine et deux autres candidats-médicaments (remdésivir et Lopinavir/Ritonavir), trois pharmacologues chinois de Qingdao concluent dans la revue BioScience Trends à « d'assez bons effets inhibiteurs » sur le SARS-CoV-2, avec pour le phosphate de chloroquine, une « efficacité apparente et une innocuité acceptable » contre la pneumonie associée au Covid-19,. Selon eux, le phosphate de chloroquine a permis — par rapport à un groupe-témoin — des pneumonies moins exacerbées, une imagerie pulmonaire améliorée, et des guérisons plus rapides « avec des effets secondaires acceptables ».
Ils recommandent d'inclure cette molécule dans les prochaines lignes directrices chinoises pour la prévention, le diagnostic et le traitement de la maladie.
Les trois auteurs n'avaient alors cependant pas publié leurs indicateurs de résultats, ni les protocoles cliniques des hôpitaux impliqués, ni les modèles de groupes de contrôle (y avait-il un ou plusieurs antiviraux associés, ou d'autres sels de chloroquine (sulfate par exemple) et/ou de l'hydroxychloroquine, un placebo, etc. ; ce bénéfice dépendait-il de la classe d'âge, de la présentation clinique, du stade de la maladie ou de la présence/absence de co-infections, etc. ?).
En février 2020, selon des experts virologues et pharmacologues de Wuhan (dans Cell Research), la chloroquine et le remdésivir sont — in vitro (en culture de cellule) — individuellement « très efficaces » pour inhiber la réplication du coronavirus (alors que cinq autres médicaments testés ne l'ont pas été),. La chloroquinine a inhibé le développement du SARS-CoV-2 in vitro, mais sur une culture cellulaire de cellules Vero (une lignée de cellules cancéreuses, qui ne sont pas semblables aux cellules cibles du virus dans l’organisme).
La chloroquine élèverait le pH des lysosomes des cellules ciblées par le virus, ce qui interfèrerait avec les tentatives du virus d’acidifier ces lysosomes ; or cette acidification semble nécessaire à la formation des autophagosomes (que les cellules utilisent pour se suicider ou s'auto-digérer en cas de stress cellulaire grave ; mécanisme que le virus utilise pour entrer et sortir de la cellule qu’il infecte).
Mi-mars, ceci avait déjà motivé 16 essais cliniques en Chine,.
Le 20 février, des autorités scientifiques et sanitaires du Guandong ont déclaré que la chloroquine « améliore le taux de réussite du traitement et raccourcit la durée de l'hospitalisation » ; elles la recommandent pour les cas légers, modérés ou graves de Covid-19 avec pneumonie,.
Mais mi-mars 2020, l'essai clinique chinois n'a pas livré ses données, empêchant un examen par les pairs de ses résultats et une évaluation indépendante des avantages/inconvénients du traitement,.
À ce moment en France, des virologues, spécialistes des virus émergents à l'IRD/Inserm tels que Franck Touret et Xavier de Lamballerie, exhortent leurs collègues chinois à publier dès que possible (après relecture par des pairs) ces résultats avec le plus de précision possible pour, le cas échéant, pouvoir améliorer les protocoles de soins. Ils invitent aussi à analyser ces résultats en tenant compte de l'« effet potentiellement néfaste du médicament observé lors de précédentes tentatives de traitement de maladies virales aiguës ».
Le 19 mars 2020, Donald Trump annonce qu'il a « approuvé » le recours à la chloroquine qui a d'après lui « montré des résultats préliminaires très encourageants » pour lutter contre la Covid-19 ; il est immédiatement contredit par la Food and Drug Administration, qui promet néanmoins de lancer « un essai clinique étendu »,. Le 23 mars 2020, un habitant de l'Arizona décède après avoir ingéré du phosphate de chloroquine ainsi que sa femme (en état critique). Ils avaient absorbé une trop forte dose de ce produit, utilisé pour nettoyer les aquariums, après avoir entendu le président américain vanter les vertus de la chloroquine,. Le Nigeria déplore plusieurs cas d'intoxication à la chloroquine à la suite d'une médication non encadrée. Le 24 mars 2020, le ministère de la Santé, le Collège des médecins et l’Ordre des pharmaciens du Québec déplorent l’émission d’ordonnances de chloroquine ou d’hydroxychloroquine contre la Covid-19 et les jugent inappropriées et non indiquées, à la lumière de l’état de la situation au Québec et des données scientifiques actuellement disponibles,.
Fin mars, alors que la COVID-19 commence à augmenter de manière inquiétant à Manaus et alors qu' in vitro, la chloroquine et l'hydroxycholoroquine, ainsi que quelques petites études cliniques non randomisées étaient porteuses d'espoir, une équipe médicale brésilienne pilotée par Marcus Lacerda (de la Fondation de médecine tropicale Heitor Vieira Dourado, basée à Manaus) choisit de tester la chloroquine sur les patients (car ce médicament était déjà largement disponible contre le paludisme dans ce pays). Lacerda et son équipe débutent l'essai (approuvé par un comité d'éthique) qui prévoyait de recruter 440 patients dont 50 % recevront 600 milligrammes (mg) de chloroquine deux fois par jour durant 10 jours (12 gr au total), le reste recevant 900 mg le premier jour et 450 mg les 4 jours suivants (total : 2,7 gr.).
En avril 2020, au Brésil (où Jair Bolsonaro, tout comme son homologue Donald Trump aux États-Unis, a publiquement fortement soutenu ce médicament), les premiers résultats montrent que la chloroquine peut à ces doses augmenter la mortalité des malades de la Covid-19.
Mi-avril 2020, une étude de l'usage de la chloroquine contre la Covid-19 au Brésil sur 81 patients est arrêtée à cause de problèmes d'arythmie cardiaque.
En avril, dans le journal médical The Lancet, les auteurs d'une étude rétrospective, rétractée par la suite, concluent de leurs premiers résultats basée sur 96 000 malades de la Covid-19 dans 671 hôpitaux, ayant reçu de la chloroquine ou de l'hydroxycloroquine), suggère l'inefficacité du médicament chez les personnes hospitalisées et un risque significativement accru de décès. Certains ont été traités par de la chloroquine ou de l'hydroxycloroquine avec ou sans antibiotique tel que l'azithromycine, entre le 20 décembre et le 14 avril 2020.
Cependant, cette étude crée la polémique, de nombreux scientifiques pointant des erreurs et une méthodologie discutable (on lui reproche notamment de ne pas avoir traité des patients aux tout premiers stades).
Mi-juin, les résultats d'autres grands essais se sont aussi montrés décevants tant pour la chloroquine que pour l'hydroxychloroquine, qui n'apparaissent plus comme médicaments miracles contre la COVID-19. Au Brésil, une campagne de dénigrement sur les réseaux sociaux et des articles diffamatoires ont accusé les chercheurs d'avoir sciemment empoisonné des patients via des taux de chloroquine trop élevés, lors d'essais conçus avant que les dangers de surdoses ne soient relevés par d'autres études. Ces chercheurs ont reçu des menaces de mort ; et le Gouvernement Bolsonaro a lancé une enquête judiciaire sur leur travail..
Ailleurs dans le monde, au moment de cette campagne, l'hydroxychloroquine est délivrée en dose moindre, mais des chercheurs d'autres pays expliquent qu'au Brésil, « Lacerda et ses collègues ont pris un risque calculé à un moment où la dose optimale de SARS-CoV-2, le virus qui cause COVID-19, était encore en discussion. «Il est plus clair maintenant (mi-juin) on n'aurait pas opté pour cette dose», explique Nicholas White, chercheur vétéran sur le paludisme à l’Université Mahidol de Bangkok, qui a aidé à concevoir l’essai Recovery au Royaume-Uni, qui comprenait un bras hydroxychloroquine. "Mais à cette époque, je pense que c'était un choix légitime." ». L'équipe indépendante chargée de la sécurité de l'essai en voyant le nombre de décès rapidement croître dans le groupe recevant la dose la plus élevée a demandé et obtenu l'arrêt de l'essai Sur 81 patients alors recrutés, sept étaient morts dans ce groupe, et quatre dans le groupe à faible dose). Au moment de la publication des résultats, ces chiffres étaient passés respectivement à 16 et à six. Le 11 avril ces résultats étaient pré-publiés et rapportés par des médias internationaux New York Times notamment) avant publication dans JAMA Network Open. En Juin, la revue Science fait remarquer que le 14 avril, Michael James Coudrey, PDG d'une société américaine de marketing dont le site Web dit qu'il offre des services de «médias sociaux et de« guerre de l'information numérique » aux candidats politiques», a tweeté des accusations selon lesquelles les chercheurs avaient surdosé de leurs patients et les avaient utilisés comme « cobayes "Dans une étude menée" de manière tellement irresponsable que je ne peux même pas y croire. " Trois jours plus tard, Eduardo Bolsonaro, le fils du président brésilien, a tweeté un message similaire, incluant un article qualifiant les chercheurs de « militants médicaux de gauche » et considérant que cette étude est une tentative de « dénigrer le médicament que le gouvernement Bolsonaro a approuvé comme efficace pour traiter le COVID-19 ». Peu après les chercheurs et leurs familles commencent à recevoir des menaces de mort.[pertinence contestée]

### Usage contre les cancers
En 2006, Savarino et ses collègues montrent que la chloroquine a des propriétés de radiosensibilisant et de chimiosensibilisant, qui pourraient être mises à profit pour améliorer le taux de survie lors du traitement d'un cancer, glioblastome (par radiothérapie et chimiothérapie) chez l’homme. En combinaison d'autres anticancéreux, des études préliminaires ont montré une utilisation prometteuse de la chloroquine et de l'hydroxychloroquine. La chloroquine est principalement utilisée comme inhibiteur de l'autophagie, c'est-à-dire le blocage de processus comme la dégradation intracellulaire des organites,,,.

## Cinétique et temps de résidence dans l'organisme
La pharmacocinétique de la chloroquine varie selon l'état physiopathologique du patient, mais aussi selon son origine ethnique.
Chez l'homme, la chloroquine passe très facilement la barrière intestinale (et placentaire).
Elle se distribue ensuite rapidement dans tout le corps, mais pas de manière homogène (elle cible par exemple l'œil).
Volume de distribution : il est de 200 à 800 L/kg s'il est calculé à partir des concentrations plasmatiques, mais de 200 L/kg quand il est calculé à partir du sang complet (les concentrations sont alors cinq à dix fois plus élevées).
Métabolisation : la moitié environ de la chloroquine ingérée va se lier aux protéines plasmatiques, pour ensuite être rapidement désalkylée via les enzymes du cytochrome P450 (CYP) qui la transforme principalement en deux métabolites pharmacologiquement actifs :
1. La déséthylchloroquine (pour 40 % environ de la chloroquine initiale) ;
2. La bisdéséthylchloroquine (pour 10 % environ).

Élimination : la chloroquine, ses résidus et métabolites sont très lentement éliminés de l’organisme, pour moitié dans les excréments via le foie, et pour l’autre moitié par l’urine via les reins,.
Leurs demi-vies d'élimination dans le sang sont de 20 à 60 jours ; la molécule-mère et ses métabolites seront encore présentes des mois plus tard dans l'urine après une seule dose.

## Stéréosélectivité?
In vitro, aucune différence d'efficacité pharmacologique n'apparait entre les énantiomères de la chloroquine. Cependant in vivo (chez le rat), la chloroquine S(+) se montre efficace à dose plus faible que la chloroquine R(-).
La chloroquine se liant aux protéines plasmatiques est stéréosélective, favorisant la S(+)-chloroquine (67 % contre 35 % pour l'énantiomère R). Par conséquent, les concentrations plasmatiques non liées sont plus élevées pour la R(-)-chloroquine.
En administrant expérimentalement un seul des deux énantiomères, on a montré que la chloroquine R(-) se concentre mieux et plus densément dans le sang. L'autre énantiomère (chloroquine S(+)) a une moindre durée de vie corporelle (clairance plus rapide). De même le taux sanguin de la forme déséthylchloroquine S(+) est toujours plus élevé que celui de la forme R(-) de la déséthylchloroquine. Il existerait donc un métabolisme différent pour chaque énantiomère.

## Métabolisation
De premières données (observations diverses, études in vitro limitées et expériences cliniques préliminaires) invitent à penser que le CYP3A et le CYP2D6 sont les deux principales isoformes affectées ou impliquées dans le métabolisme de la chloroquine.

## Divers
La chloroquine fait partie de la liste des médicaments essentiels de l'Organisation mondiale de la santé (liste mise à jour en avril 2013).
Elle semble interagir avec les mécanismes de régulation cellulaire du fer.